# Весёлое трио
«Весёлое трио», оригинальное название: Музыкальная и пьющая компания в интерьере (нидерл. Musicerend en drinkend gezelschap in een interieur) — малоизвестное произведение женщины-художницы Золотого века голландской живописи Юдит Лейстер (1609—1660).

## Описание
В небольшом помещении трое юношей бьют баклуши. На шум сбежались зрители. Веселье невольно переросло в небольшой спектакль с импровизациями, как и происходило в ту пору камерах риторов. Главную роль взял на себя парень в красной одежде. Об успехе неожиданного представления свидетельствует хохот присутствующих и третий юноша, который указывает на зрителей. В результате получилась небольшая бытовая сцена, лишенная протестантской сдержанности и учтивости, будто выхваченная из реальной жизни.

## Провенанс
Картина находилась вместе с картиной Лейстер «Последняя капля» в коллекции британского аукционного дома сэра Джорджа Дональдсона (1845—1925), где она была задокументирована в 1903 году. Картина была куплена в 1988 году из коллекции Ноортмана голландским бизнесменом Эриком Альбадой Йельгерсма и продана на аукционе в 2018 году.